# Mario Alberto Ishii
Mario Alberto Ishii (José C. Paz, 22 de junio de 1959) es un político argentino afiliado al Partido Justicialista, Intendente del partido de José C. Paz, en la zona noroeste del Gran Buenos Aires. Antes, se desempeñó como senador provincial entre 2013 y 2015. Ya había sido jefe comunal, electo por primera vez para el cargo en 1999 y reelecto de manera consecutiva en 2003 y 2007.

## Reseña biográfica
Mario Ishii es nieto de un inmigrante japonés que llegó a Argentina en 1917 y se dedicó a la floricultura. Con anterioridad a su actividad política se desempeñó como comerciante y trabajador industrial.
Fue uno de los promotores de la lucha por la autonomía del distrito, concretada el 20 de octubre de 1994, escindiéndose del antiguo Partido de General Sarmiento. Debido a esta división se crearon también los municipios de San Miguel y Malvinas Argentinas.
Mario Ishii tiene seis hijos.

## Senador Provincial
En 2013, asumió como Senador provincial por el PJ hasta 2017.  
Durante su mandato impulsó proyectos polémicos, como el regreso del Servicio Militar Obligatorio. Desde su banca criticó a la Secretaría de Inteligencia del Estado por supuestas presiones a jueces y fiscales.

## Intendente
En 1999 Ishii ganó las elecciones para jefe comunal del Partido de José C. Paz que, según el censo del 2001, era el segundo distrito más pobre del conurbano bonaerense detrás de Florencio Varela.
Durante su tiempo como intendente se estableció un mercado concentrador, un polo productivo, un centro municipal de estudios, distintos hospitales municipales, la veterinaria municipal (zoonosis), y el cementerio municipal. Ishii fue uno de los impulsores de la creación de la Universidad Nacional de José C. Paz. En 2014 inauguró el Hospital de Emergencias Médicas 24, Unidad de Diagnóstico Precoz N°4, y con fondos municipales se construyó el Hospital de la Mujer y el Niño Nelly Quiroga. 

### Controversias
En julio de 2020 se difundió un video que lo muestra discutiendo con empleados públicos del sector Salud que reclamaban mejoras salarialesEn 2025 en el marco de la campaña electoral se filtro un video de la candidata de la Libertad Avanza llamando a sacar a golpes a Ishii y llamando a militantes libertarios a escrachar la casa y a la familia del intendente. 

## Candidatura a gobernador
En 2011, Ishii aspiró a la gobernación de la provincia de Buenos Aires con Carlos Molinari como compañero de fórmula, y buscaba competir en las elecciones internas del Partido Justicialista con el entonces gobernador Daniel Scioli. Las elecciones primarias se realizaron el 14 de agosto de 2011 y fue derrotado.